# Film i Öst
Film i Öst är ett regionalt resurscentrum för film och media i Östergötlands län med bas i Norrköping, finansierat av Regionförbundet Östsam och Svenska Filminstitutet. 
Resurscentrets uppgift är att stimulera och berika film och mediakulturen, inte minst för barn och ungdomar. Det praktiska arbetet bedrivs kring skolbio och mediapedagogik, samt stöd till biografer, visningsorganisationer, filmare och produktioner. 